# 3356 Resnik
3356 Resnik (1984 EU) là một tiểu hành tinh vành đai chính được phát hiện ngày 6 tháng 3 năm 1984 bởi E. Bowell ở Flagstaff (AM). Nó được đặt tên của Judith Resnik.